# Брюксел (община)
Вижте пояснителната страница за други значения на Брюксел.
Брюксел (на френски: Ville de Bruxelles, произнася се bʀyˈsɛl или bʀyˈksɛl; на нидерландски: Stad Brussel, произнася се ˈbrɵsəɫ) е град в централна Белгия и столица на страната. Той е една от 19-те общини, съставляващи Столичен регион Брюксел. Населението на града е 144 784 жители (за сравнение, това на целия столичен регион Брюксел е 1 119 088 жители).

## География
Територията на общината се състои от няколко различни територии. Централната част, в която се намира старият град и известният Гран Плас (на френски: Grand Place; на нидерландски: Grote Markt), е обиколена от малкия ринг и разговорно се нарича „пентагона“ поради геометричната си форма. Други територии са Лакен (с кралската резиденция), Харен и Недер-Овер-Хембек. Допълнително в течение на времето град Брюксел също така анексира земи от съседни общини – днес това са Европейския квартал, авеню Луиз и паркови и горски площи в покрайнините на региона.

## История
Градът първоначално се е състоял само от централната част, също така наречена Пентагон поради петоъгълната си форма. В течението на деветнайсети век градът анексира няколко територии на съседни провинции:
- През 1853 поради фалит са съседната община Синт Йост тен Ноде, град Брюксел откупува половината ѝ територия. Тази част е известна под топонима „Квартала на зелените площи“ (на френски: quartier de squares) и е единствената в целия град, деляща пощенски код с друга община – 1040 с Етербек.
- На юг през 1860 година са анексирани горски площи, за да бъдат превърнати в английски парк, предназначен за разходки на брюкселската аристокрация. Същевременно се строи разкошен булевард, авеню Луиз, който също е анексиран. Това присвояване на дълга улица води до разцепването на община Иксел на две географски отделени части.
- На изток, през 1880 бивш военен полигон и околноститето му минават от община Етербек към територията на Град Брюксел за да бъде построен мемориален парк за почитането на петдесетгодишното съществуване на Кралство Белгия. Местността, намираща се между парка и стария град, която е анексирана по същото време, днес е Европейския квартал и приютява голяма част от институциите на ЕС.
- На север общините Лакен, Недер-Овер-Хемфек и Харен се обединяват през 1921 с Град Брюксел и днес престваляват негови квартали.

## Управление
Като всяка община в Белгия, град Брюксел разполага с кмет и собствен пряко избран общински съвет. Това са различни постове и институции от министър-председателя на Столичен регион Брюксел и парламента на Столичен регион Брюксел. Общината, също както всички други общини в Белгия, на своята територия е отговорна за училища (за които се грижат Френската или Фламандската общност, в зависимост от езика на обучение), полиция (която оперира заедно със съдената община Иксел), поддръжка на пътищата и други комунални услуги. Например правителството на Столичен регион Брюксел е отговорно само за поддръжката на основни пътни артерии, категоризирани като регионални.
Самата община град Брюксел е столица и престолен град на Кралство Белгия, макар че на практика правителствени институции се намират и извън нейната територия и федералната столична субсидия се дава на целия регион. Брюксел също така е и столица на Френската общност на Белгия, на Фландрия и на Столичен регион Брюксел.
Въпреки че Европейският съюз няма официална столица, Брюксел де факто играе ролята на такава поради високата концентрация на институции на съюза. На територията на град Брюксел също така се намират седалищата на НАТО, на постоянния секретариат на Бенелюкс, на Западноевропейския съюз и на Евроконтрол.

## Други
На Брюксел е наречен булевард в София (Карта).